# Salmo dentex
Salmo dentex é uma espécie de peixe da família Salmonidae.
Pode ser encontrada nos seguintes países: Croácia e Sérvia e Montenegro.